# Trinidad e Tobago nos Jogos Olímpicos de Inverno de 1998
Trinidad e Tobago participou dos Jogos Olímpicos de Inverno de 1998 em Nagano, Japão.